# Imbiribeira
Imbiribeira é um bairro da zona sul da cidade do Recife, integra a 6ª Região Político-Administrativa da cidade, faz limite com os bairros do Pina, Boa Viagem, Ipsep, Areias, Jiquiá e Afogados. O bairro é atravessado de norte a sul pela avenida Marechal Mascarenhas de Morais.

## Histórico
Teve origem no antigo Sítio da Barreta, uma grande extensão de terras entre Recife e Jaboatão onde, em 1630, existia um engenho e um depósito para armazenar o açúcar, que pertenciam originalmente a Diogo Barreiros, marido de Bárbara Demande: pais de Bárbara Barreiros.
O Oficial da Câmara de Olinda, Manoel Ribeiro de Sá, que também era o tabelião público de notas e judicial e também secretário da câmara da cidade de Recife no tempo dos holandeses, recebeu tais terras possivelmente como dote de casamento, por ter se casado com Bárbara Barreiros.
Utilizando a Estrada da Barreta o exército holandês se deslocou até o Monte Guararapes durante a invasão holandesa, onde seriam finalmente derrotados e  expulsos em 1654.
Em setembro de 1893, marinheiros envolvidos na Revolta da Armada, rebelião militar iniciada no Rio de Janeiro, foram fuzilados na região.
Imbiribeira é um topônimo de origem língua tupi calcado no termo 'mbïra, "madeira", "pau", por extensão "bosque".

## Paisagem
No bairro existe um parque ecológico com área de 12 hectares e uma lagoa denominada Lagoa do Araçá . Única lagoa natural ainda existente na cidade e que foi urbanizada em 1993 e inaugurada no dia 17 de dezembro de 1994.

## Dados
- Área territorial (hectare): 655,6

- População residente: 46.471

- População residente por sexo:

Masculina: 21.794
Feminina: 24.677
- População por faixa etária:

0 - 4 anos: 4.071
5 - 14 anos: 8.306
15 - 39 anos: 21.205
40 - 59 anos: 9.259
60 anos e mais: 3.630
- Taxa de alfabetização da população de 15 anos e mais: 89,43

- Densidade:

Demográfica (Habitante/Hectare): 70,88
Domiciliar (Habitante/Domicílio): 3,63
- Proporção de mulheres responsáveis pelo domicílio: 38,16

- Quantitativo de imóveis por uso (IPTU/Sec. de Finanças):

Imóveis Residenciais: 7.991
Imóveis não-residenciais: 2.133
Terrenos: 7.004
- Zonas Especiais de Interesse Social e Áreas Pobres: Aritana, Coqueiral, Coronel Fabriciano, Sítio Grande, Vila Arraes, Sítio Cardoso

- Fonte: Censo do IBGE(2000) e Prefeitura da Cidade do Recife